# باليه روس
باليه روس (بالفرنسية: Ballets russes)‏ هي فرقة باليه متجولة بدأت في باريس من الروس المهاجرين إلى فرنسا بسبب الثورة البلشفية، وقدمت عروضها بين عامي (1909-1929) في مختلف أنحاء أوروبا وفي جولات إلى أمريكا الشمالية والجنوبية، لكن لم تقدم الفرقة عروضها في روسيا قط، حيث أحدثت الثورة اضطرابًا في المجتمع. وبعد موسمها الأول في باريس، لم تكن الفرقة تربطها علاقات رسمية مع روسيا.
تأسست فرقة باليه روس على يد رجل الأعمال سيرجي دياغيليف، وهي تعتبر على نطاق واسع أكثر فرق الباليه تأثيرًا في القرن العشرين، ويرجع ذلك جزئيًا إلى أنها روجت للتعاون الفني الرائد بين مصممي الرقصات الشباب والملحنين والمصممين والراقصين، وكلهم في طليعة مجالاتهم المتعددة. كلف دياجيليف ملحنين مثل إيغور سترافينسكي وكلود ديبوسي وسيرغي بروكوفييف وإيريك ساتيه وموريس رافيل بأعمال فنية، وفنانين مثل فاسيلي كاندينسكي وألكسندر بينوا وبابلو بيكاسو وهنري ماتيس، ومصممي الأزياء ليون باكست وكوكو شانيل.
لقد أحدثت إنتاجات الشركة ضجة كبيرة، حيث أعادت تنشيط فن أداء الرقص بالكامل، ولفتت انتباه الجمهور إلى العديد من الفنانين التشكيليين، وأثرت بشكل كبير على مسار التأليف الموسيقي. كما قدمت للجمهور الأوروبي والأمريكي حكايات وموسيقى وزخارف تصميمية مستمدة من الفلكلور الروسي. وقد استمر توظيف الشركة للفن الطليعي الأوروبي في التأثير على الثقافة الفنية والشعبية الأوسع في أوائل القرن العشرين، ولا سيما تطوير فن الزخرفة.

## التسمية

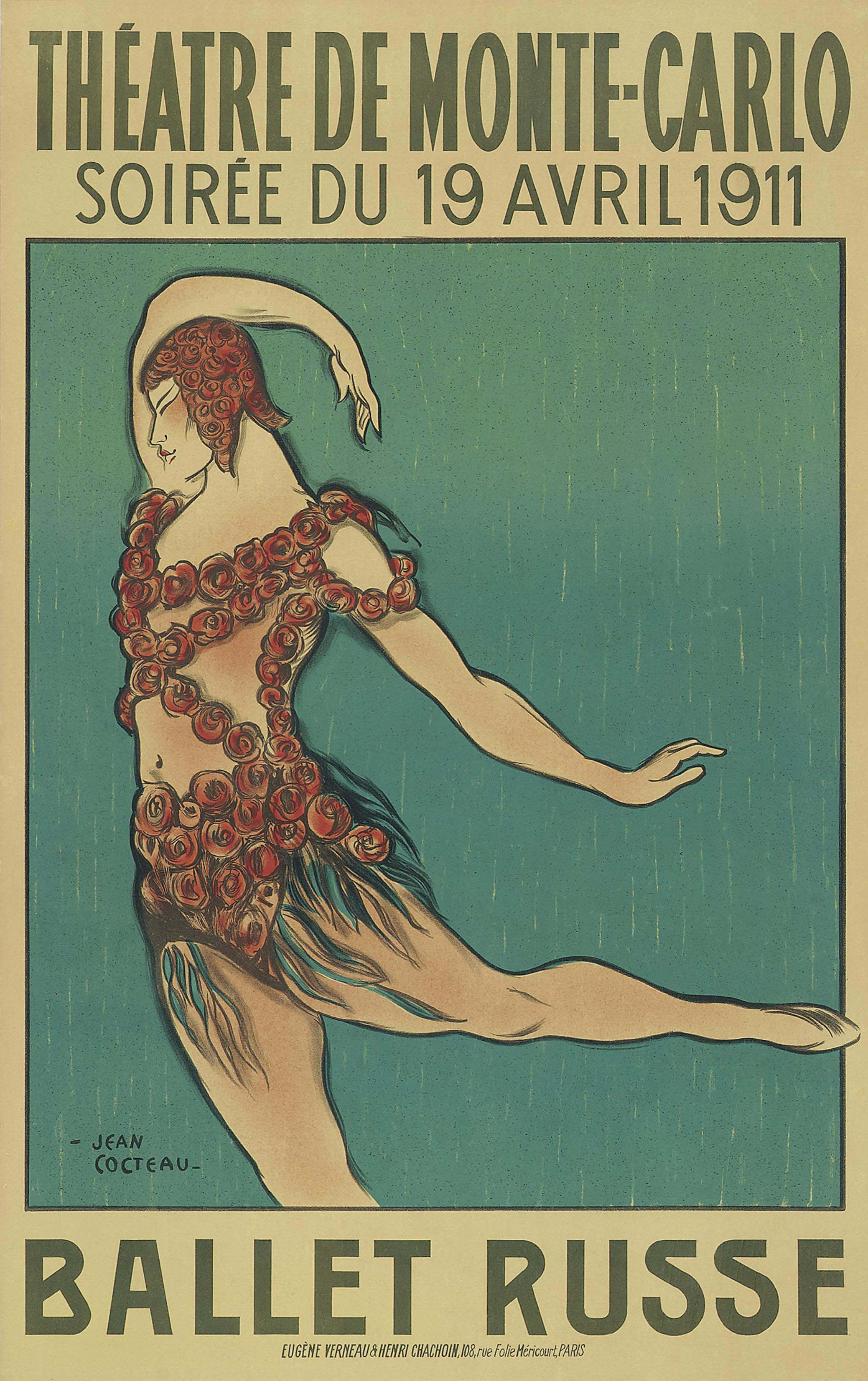
ملصق من تصميم جان كوكتو سنة 1911 لراقص الباليه فاسلاف نغينسكاي في باريس

يشير اسم الجمع في الفرنسية "Ballets Russes" إلى الشركة التي أسسها سيرجي دياغيليف، وكانت نشطة خلال حياته. في بعض الإعلانات كانت تسمى "باليه روس لسيرجي دياغيليف". أما اللغة الانجليزية فأيضًا استخدم صيغة الجمع، لكن أحيانًا كان يشار لها بالخطأ بصيغة المفرد. وفي الربع الأول من القرن العشرين كان يطلق عليها فرقة "الباليه الروسي" أو فرقة "دياغيليف للباليه الروسي".
أما التسميات التالية "باليه روس لمونتي كارلو" و"أوريجنال باليه روس" فقد جاءت كتسميات لفرق أخرى بعد وفاة دياغيليف.